# Тогузак (Карабалицький район)
Тогуза́к (каз. Тоғызақ) — село у складі Карабалицького району Костанайської області Казахстану. Адміністративний центр Тогузацького сільського округу.
Населення — 810 осіб (2021; 944 у 2009, 1120 у 1999, 1302 у 1989).